# Terra Mariana
Terra Mariana (slovensko Marijina zemlja) je bilo uradno ime Srednjeveške ali Stare Livonije (nemško Alt-Livland, estonsko  Vana-Liivimaa, latvijsko Livonija). Konfederacija je bila ustanovljena po  livonski križarski vojni  2. februarja 1207 kot kneževina Svetega rimskega cesarstva. Njeno ozemlje je obsegalo sedanjo Estonijo in Latvijo. Status je izgubila leta 1215, ko jo je papež Inocenc III. neposredno podredil Svetemu sedežu.
Papežev legat Viljem Modenski je Terro Mariano razdelil na fevdalne kneževine: Estonijo pod neposredno oblastjo danskega kralja,, nadškofijo Riga, škofije Kurland, Dorpad in Ösel–Wiek in ozemlje pod vojaško upravo Livonskih bratov meča. Po bitku pri Saulu leta 1236 so se preživeli bratje leta 1237  vključili v  Tevtonski red Prusije in postali znani kot Livonski red. Red je leta 1346 od danskega kralja kupil Kneževino Estonijo.
Celo zgodovino srednjeveške Livonije so zaznamovali stalni boji za premoč med ozemlji, ki so jih posredovale Cerkev, Livonski red, posvetno nemško plemstvo in meščani hanseatskih mest Riga in Reval. Po porazu v bitki pri  Grunwaldu leta 1410 sta tevtonski red in njegova država začeli pojemati, Livonski red pa je uspel  obdržati svojo neodvisnost. 
Med livonsko vojno je bila Terra Mariana razpuščena. Njeni severni deli so pripadli Švedskemu kraljestvu, južni deli pa so postali del Velike litovske kneževine in nazadnje kot Kneževina Kurlandija in Semigalija del poljsko-litovske Republike obeh narodov. Otok Saaremaa je pripadel Danski. 
Od začetka 20. stoletja se izraz Terra Mariana (estonsko Maarjamaa) uporablja kot pesniško ime ali vzdevek Estonije. Leta 1995 je bilo v počastitev neodvisnosti Estonije uvedeno visoko državno odlikovanje Red križa Terrae Marianae.

## Zgodovina

### Livonska križarska vojna
Vzhodna obala Baltskega morja je bila zadnji del Evrope, ki ga je pokristjanila Rimskokatoliška cerkev.  Leta 1193 je papež Celestin III. pozval na križarsko vojno proti poganom v Severni Evropi. Križarki pohod se pogosto primerja s pohodom Frankov in Karla Velikega. Pohod je bil uradno objavljen šele leta 1197 ali 1198, čeprav je bil omenjen že prej v pismu papeža Inocenca III.,
Na začetku 13. stoletja so nemški križarji z Gotlanda in severnega Svetega rimskega cesarstva osvojili latvijsko in estonsko ozemlje ob Zahodni Dvini in Gauji. Leta 1201 so ustanovili Rigo in leta 1202 Livonski bratje meča. Leta 1218 je papež Honorij III. podelil Valdemarju II. Danskemu oblast nad vsem ozemljem, ki ga bo uspel osvojiti  v Estoniji. Poveljnik križarjev Albert Riški je obiskal nemškega kralja Filipa Švabskega in ga prosil za dovoljenje za napad na Estonijo s severa. Zadnji, ki so jih podjarmili in pokristjanili, so bili prebivalci otoka Saaremaa, Kuroni in Semigali. 
Križarska vojna se je razlikovala od prejšnjih, ker je papež križarjem dovolil, da namesto v Sveto deželo odidejo v Livonijo. Tudi ti križarji so nosili na oblačilih znamenje križa, ki je dokazoval, da so zakoniti udeleženci pohoda.
Po koncu vojne so osvojeno ozemlje okupirali Nemci in Danci. Papežev legat Viljem Modenski je osvojeno ozemlje leta 1228 razdelil na fevdalne kneževine.

### Ustanovitev
Delitev leta 1228 je bila kompromis med cerkvijo in Livonskimi brati meča. Obe stranki so potem, ko so nemški vitezi podjarmili domorodne finsko govoreče Estonce in Livonce in baltsko govoreče Latgale, Sele,  Zemgale in Kurone, vodili Nemci.
V srednjeveški Livoniji so s prekinitvami vladali najprej Bratje meča, od leta 1237 delno samostojna veja tevtonskih vitezov, imenovana Livonski red, in rimokatoliška cerkev. Sredi 14. stoletja je Livonski red, potem ko je od danskega kralja Krištofa II. kupil kneževino Estonijo, posedoval 67.000 km2 Stare Livonije, cerkev pa 41.000 km2.  Ozemlje reda je bilo razdeljeno na 40 okrožij, ki so jih vodili vojti. Največja cerkvena posest je bila nadškofija Riga (18.000 km2), ki so ji sledile škofije Kurlandija (4500 km2), Dorpad in Ösel-Wiek. Uradni poglavar Terrae Marianae in mesta Riga je bila nadškofija Riga kot vrh cerkvene hierarhije.
Leta 1240 je danski kralj Valdemar II. ustanovil škofijo Reval in kneževino Estonijo in si v nasprotju s kanonskim pravom pridržal dedno pravico imenovanja revalskih  škofov. Njegova odločitev je bila edinstvena v katoliški cerkvi in so ji nasprotovali tako škofje kot papež. V tem obdobju ni bilo nobenih volitev revalskih škofov,  kraljeve pravice do škofije in imenovanje škofov pa so bile celo vključene v pogodbo, s katero je bila škofija leta 1346 prodana Tevtonskemu redu.

### Livonske državljanske vojne
V srednjeveški Livoniji so se ves čas obstoja za premoč nad deželami borili cerkev, tevtonski viteški red,  posvetni fevdalci nemškega rodu in meščani hanzeatskega mesta Riga. V obdobju 1296–1330, 1313–1330 sta bili dve veliki državljanski vojni, v letih 1343–1345 pa je estonski upor povzročil aneksijo danske kneževine Estonije k državi tevtonskega reda.

Tehnično je bila tako v fevdalnem kot cerkvenem smislu superiorna nadškofija Riga, najprej nad tevtonskimi vitezi in zatem nad livonskim redom. Riški nadškof kljub temu ni imel dominantne politične moči. Nadškofijske nadvlade so se otresli že tevtonski vitezi in za njimi livonski red, ki je poskušal združiti Livonijo pod svojim vodstvom. Škofje Dorpata, Kurlandije in Ösel-Wieka so imeli manj moči.
Najpomembnejši zaveznik livonskega reda je bilo nemško plemstvo v danski kneževini Estoniji. Na začetku 14. stoletja je Danska že izgubila svojo moč, zato je v Livoniji prevzelo oblast lokalno nemško plemstvo. Ko so se Estonci Harjuja leta 1343 uprli (upor v noči sv. Jurija), je tevtonski red zasedel njihova ozemlja.  Dva dni potem, ko so tevtonci zatrli upor, so strmoglavili tudi dansko oblast. Danskega podkralja so s pomočjo nemško usmerjenih vazalov aretirali.  Red in nemško plemstvo so 16. maja 1343 zasedli gradova Reval in Wesenberg in leta 1345 grad v  Narvi. Leta 1346 je danski kralj prodal  estonski pokrajini Harija in Vironija tevtonskemu redu za 19.000 kölnskih mark. Prenos oblasti z danskega kralja na tevtonski red je bil opravljen 1. novembra 1346.

### Livonska konfederacija
Tevtonski red je po porazu v bitki s Poljsko in Litvo pri Grunwaldu leta 1410 začel izgubljati svojo moč. Livonski red v bitki ni sodeloval, zato mu je uspelo obdržati neodvisnost in skleniti premirje v velikim litovskim knezom Vitoldom.
Leta 1418 je papež Martin V. na položaj riškega nadškofa imenoval Janeza Ambundija. Nadškof je postal znan kot ustanovitelj Livonske konfederacije.
Konflikti med livonskim redom, škofi in vplivnima hanzeatskima mestoma so se nadaljevali tudi v celi zgodovini srednjeveške Livonije. Na pobudo nadškofa Ambundija se je leta 1419 v Walkonu zbrala Livonska skupščina (Landtag), na kateri naj bi rešili notranje spore. Na skuščini so se zbrali predstavniki livonskega reda, škofje, vazali in predstavniki mest.
Poraz livonskega reda v bitki pri Swienti (Pabaiskas) 1. septembra 1435, v kateri so padli mojster reda in več visokih vitezov, je red približal njegovim livonskim sosedom. Sporazum o Livonski konfederaciji so 4. decembra 1435 v Walkonu  podpisali nadškof Rige, škofi Kurlandije, Dorpata, Ösel-Wieka in Revala, predstavniki livonskega reda in vazali in predstavniki mestnih svetov Rige, Revala in Dorpata.
Livonska konfederacija je razpadla med livonsko vojno 1558-1582. Leta 1559 je škof Kurlandije in Ösel-Wieka Janez Münchhausenski prodal svoje ozemlje kralju Frideriku II. Danskemu za 30.000 tolarjev. Danski kralj je ozemlje prepustil svojemu mlajšemu bratu, knezu Magnusu  Holsteinskemu, ki se je leta 1560 z vojsko izkrcal na otoku Ösel (Saaremaa).
Leta 1561 se je v Revalu izkrcala švedska vojska in prevzela oblast nad severnim delom Stare Livonije. Livonski red je bil z Vilensko pogodbo leta 1561 razpuščen. Naslednje leto je Livonska skupščina sklenila, da bo zaprosila za zaščito poljskega kralja in litovskega velikega kneza Sigismunda II. Avgusta. Po prenehanju vladanja zadnjega riškega nadškofa Viljema Brandenburškega, je Riga postala svobodno cesarsko mesto, preostalo ozemlje pa je bilo razdeljeno med poljsko-litovski vazalni kneževini Kurlandija in Semigalija  (poljski vazal) in Livonijo (litovski vazal).